# Chugach National Forest
Chugach National Forest er en 23.000 km² stor National Forest i midten af det sydlige Alaska. Den dækker Chugach-bjergene omkring Prince William sundet og omfatter den østlige del af Kenaihalvøen og Copper-flodens delta. Den er den næststørste blandt USA's system af nationale skove og den nordligste af dem. Skoven blev oprindelig udtaget i 1907 præsident Theodore Roosevelt, og fra begyndelsen dækkede den 93.000 km². Ca. en tredjedel af området er nøgne klipper og is.

## Økologi
Chugach er en tempereret regnskov i regnskovsbæltet langs Stillehavets nordøstlige kyster. Denne skov dækker kun en smal stribe mellem havet og den isdækkede, alpine zone. De dominerende træer er Bjerg-Hemlock, Sitka-Gran og Vestamerikansk Hemlock, og området bliver klassificeret som subpolar regnskov.